# Saint-Cernin-de-l’Herm
Saint-Cernin-de-l’Herm település Franciaországban, Dordogne megyében. Lakosainak száma 195 fő (2022. január 1.). Saint-Cernin-de-l’Herm Prats-du-Périgord, Lavaur, Besse, Villefranche-du-Périgord, Loubejac és Mazeyrolles községekkel határos.

## Népesség
A település népessége az elmúlt években az alábbi módon változott:
| Lakosok száma | 305  | 249  | 222  | 250  | 231  | 233  | 234  | 215  | 205  | 195  |
|               | 1968 | 1982 | 1990 | 2006 | 2013 | 2015 | 2017 | 2019 | 2020 | 2022 |